# Nemes
Nemesurile erau acoperământe în dungi purtate de faraoni în Egiptul Antic. Acoperea vârful, spatele capului și cel al gâtului (uneori, extinzându-se și un pic în jos pe spate). Era uneori combinat cu coroana dublă, așa cum e pe statuile lui Ramses al II-lea de la Abu Simbel. Cea mai timpurie ilustrare a nemesurilor, împreună cu un uraeusurile, este relieful de fildeș al faraonului Den din Prima Dinastie. Nu e o coroană în sine, dar simbolizează în continuare puterea faraonului.

## Galerie

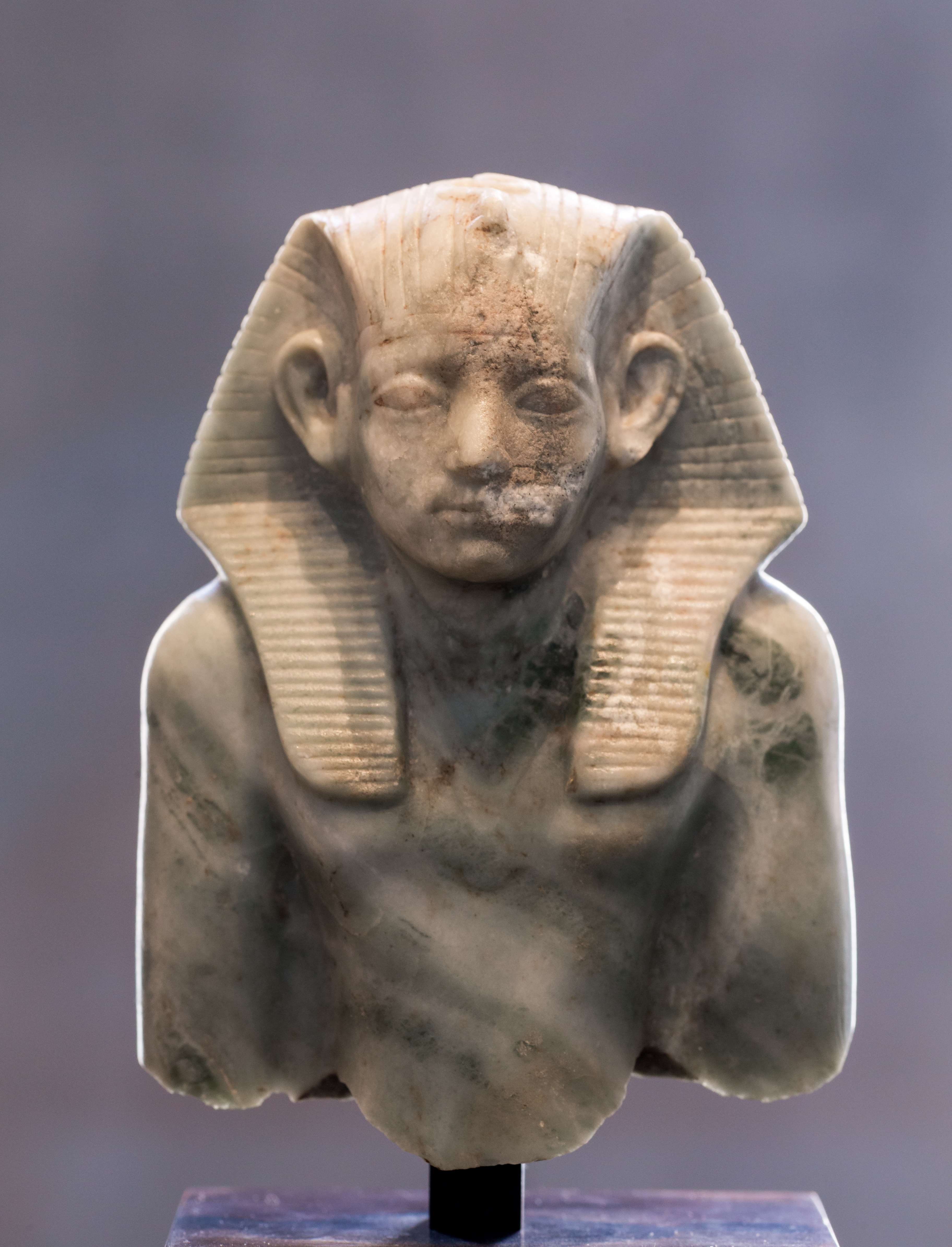
Parte a unei statui a faraonului Amenemhat al III-lea purtând un nemes, circa 1853-1805 î.Hr.
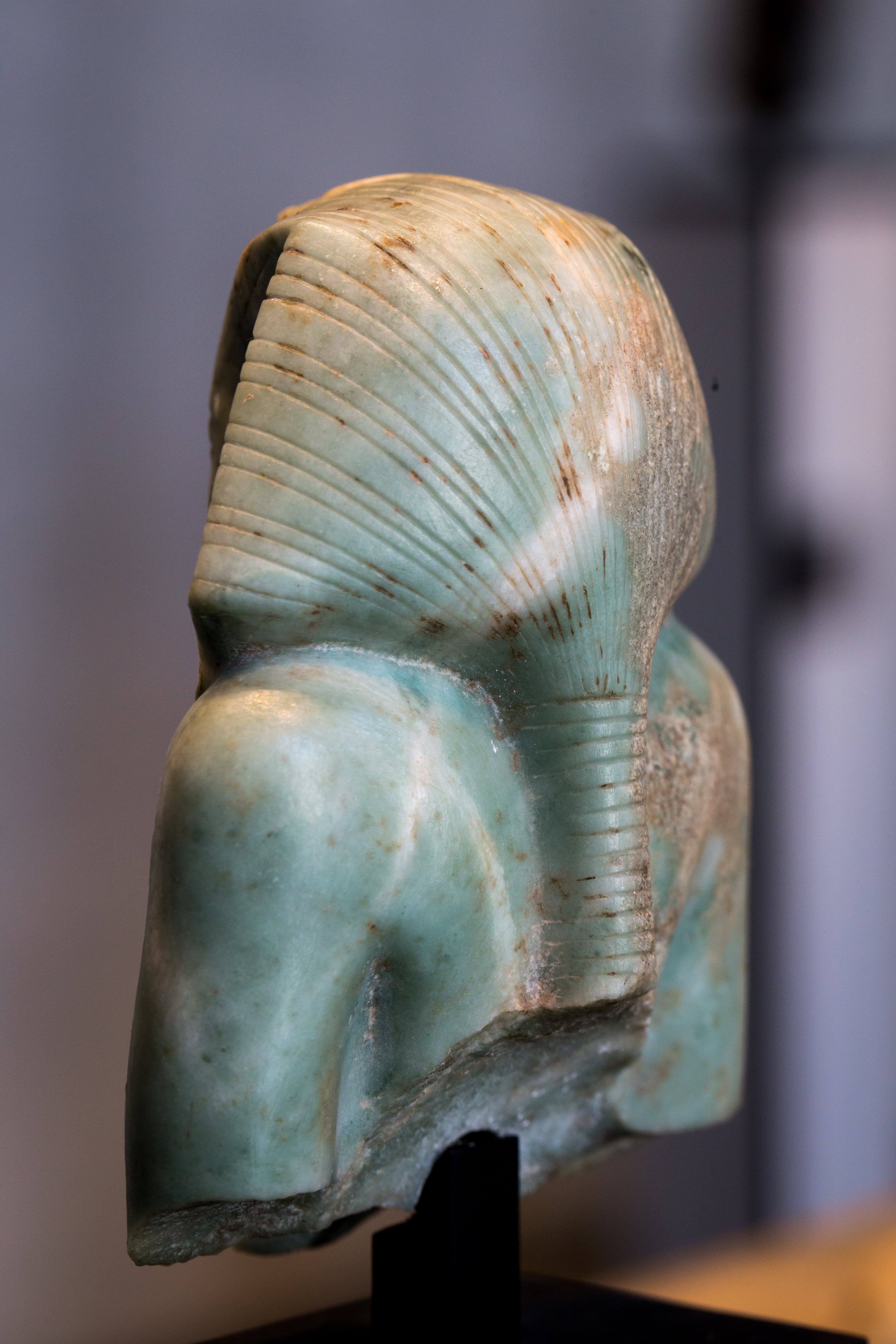
Spatele unei părți de statuie a faraonului Amenemhat al III-lea purtând un nemes, circa 1853-1805 î.Hr.
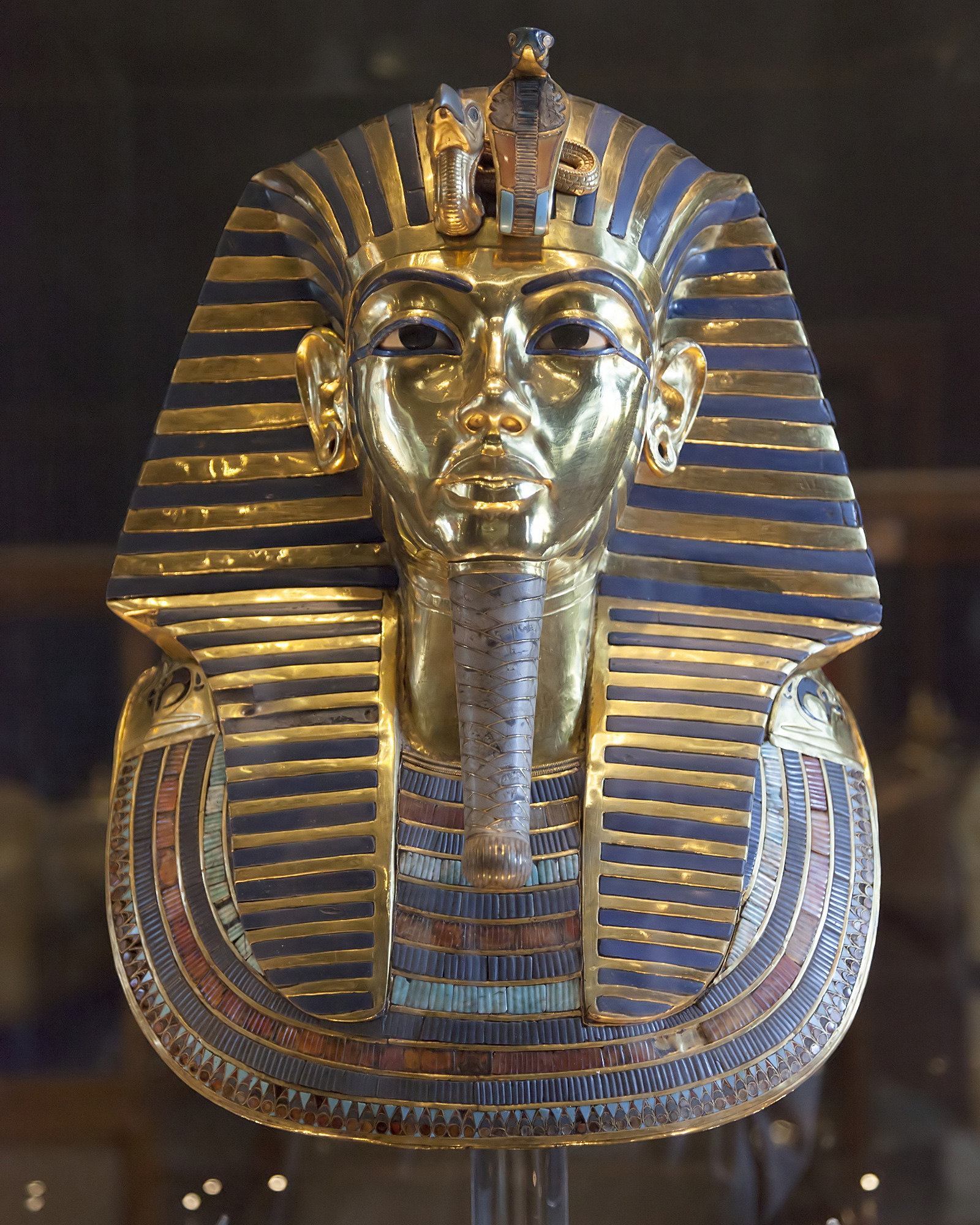
Masca lui Tutankhamon care poartă un nemes, circa 1372 î.Hr.
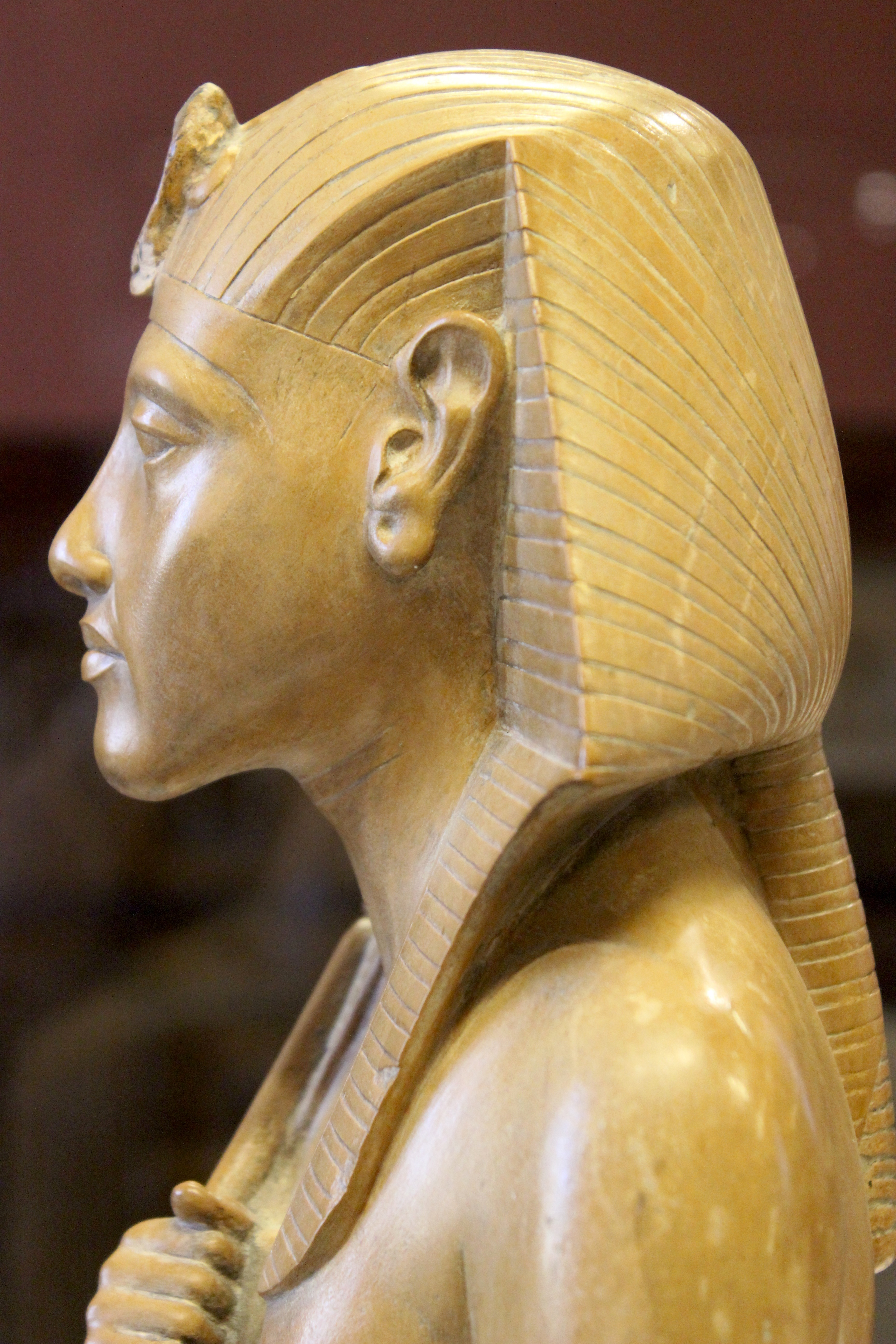
Profilul unei statuete a lui Akhenaton purtând un nemes, circa 1351-1332 î.Hr.
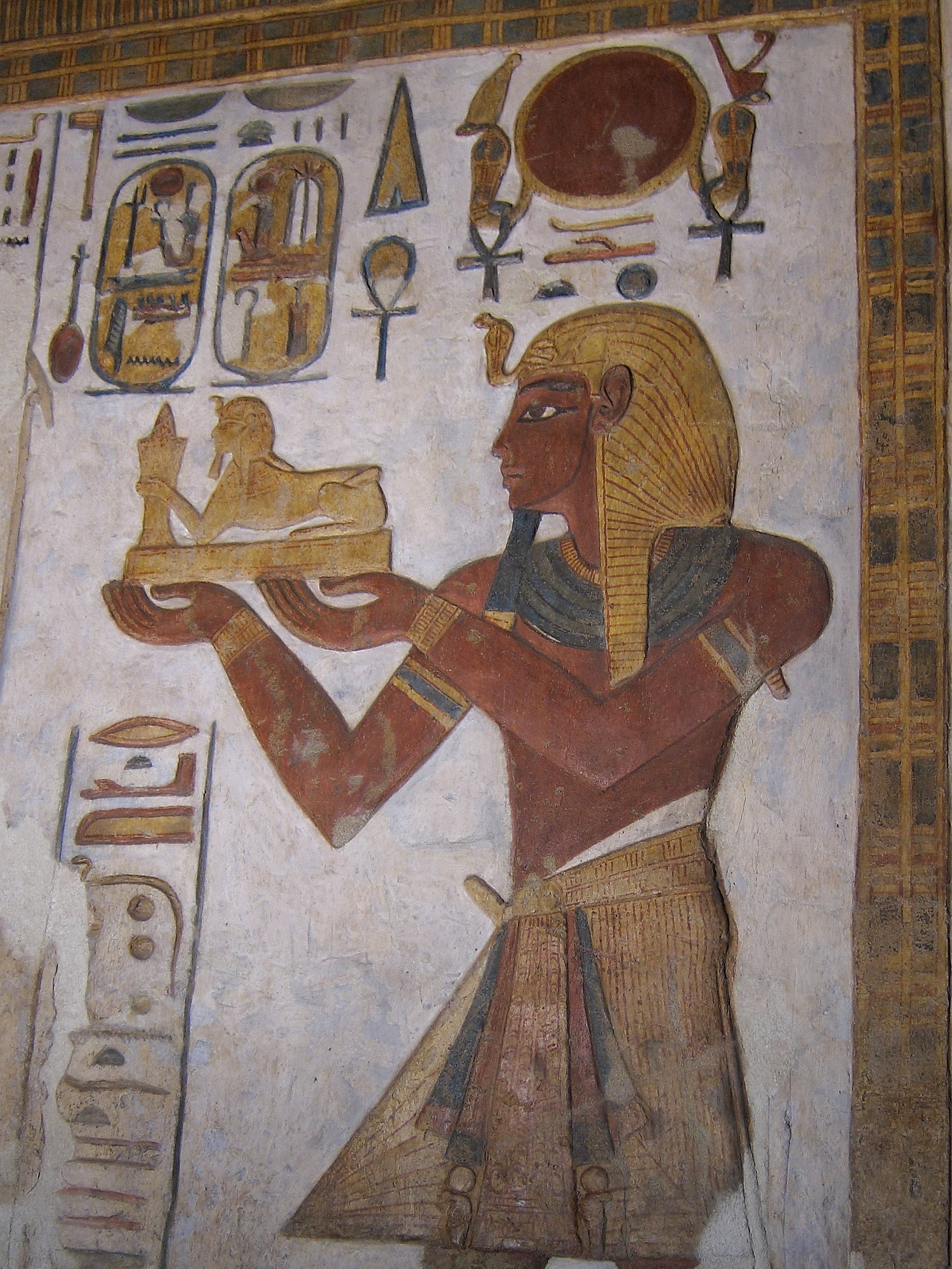
Relief din Templul Khonsu în care apare pe Ramses al III-lea purtând un nemes
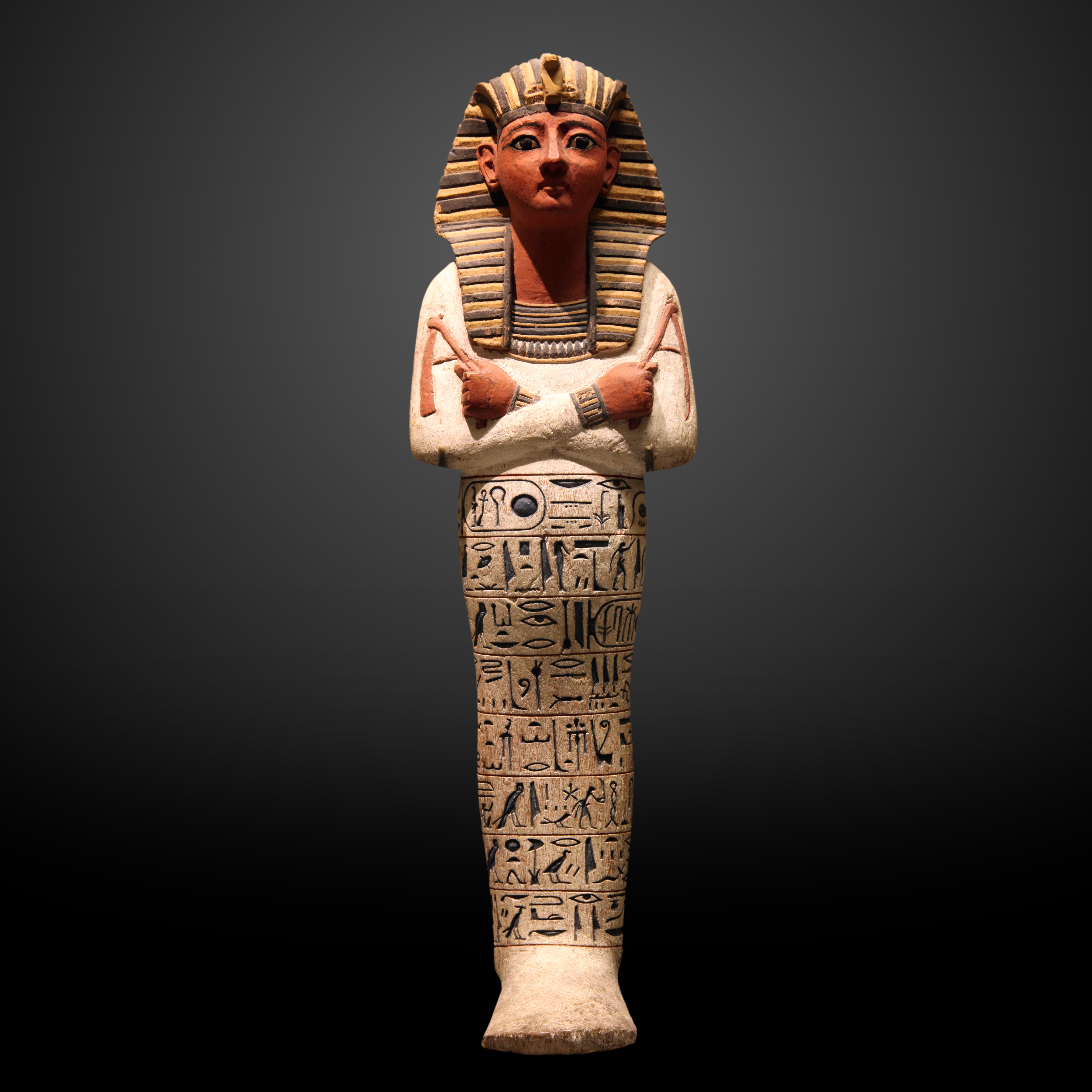
Ușabti al lui Ramses al IV-lea cu un nemes, circa 1143-1136 î.Hr.
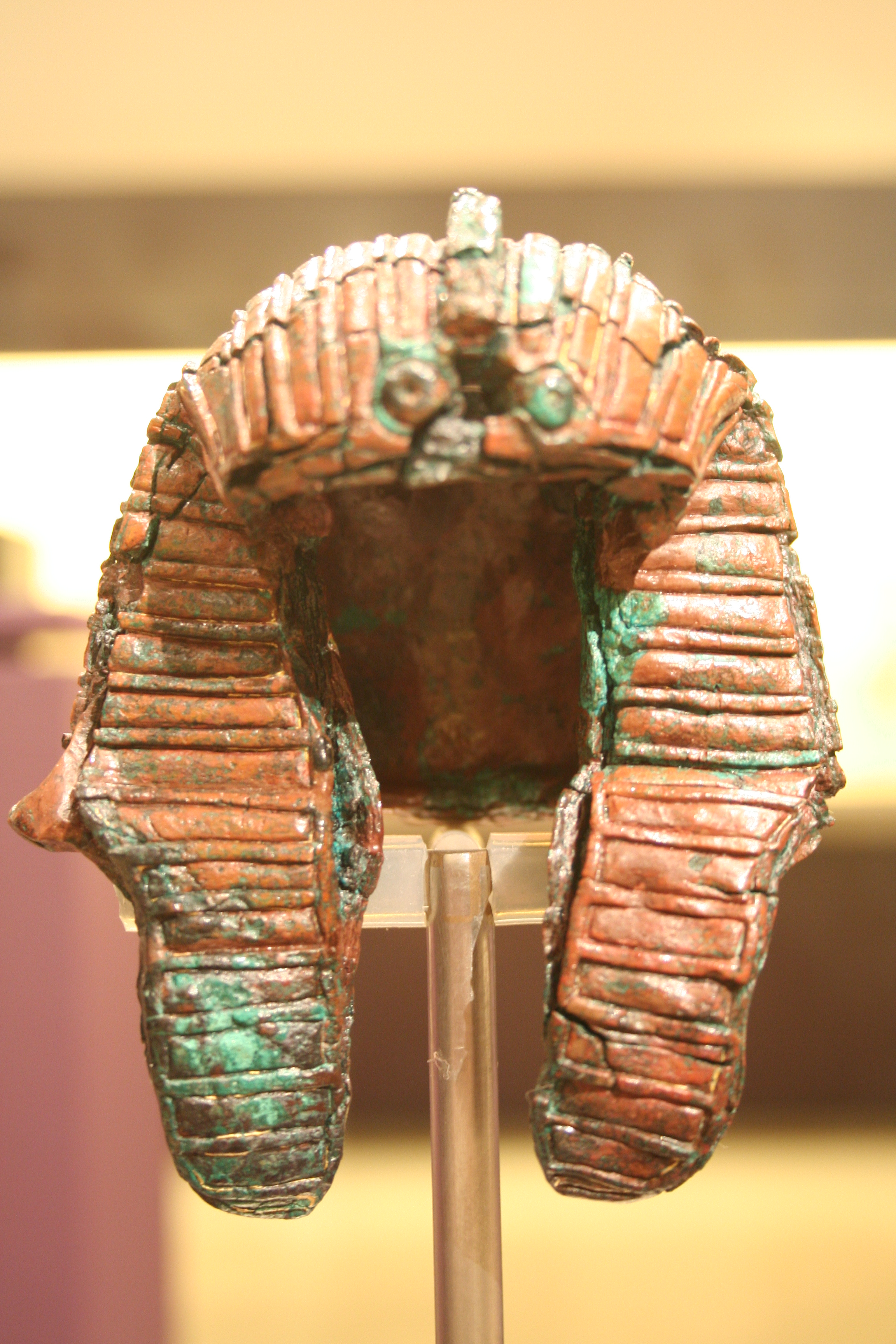
Nemes de metal în miniatură
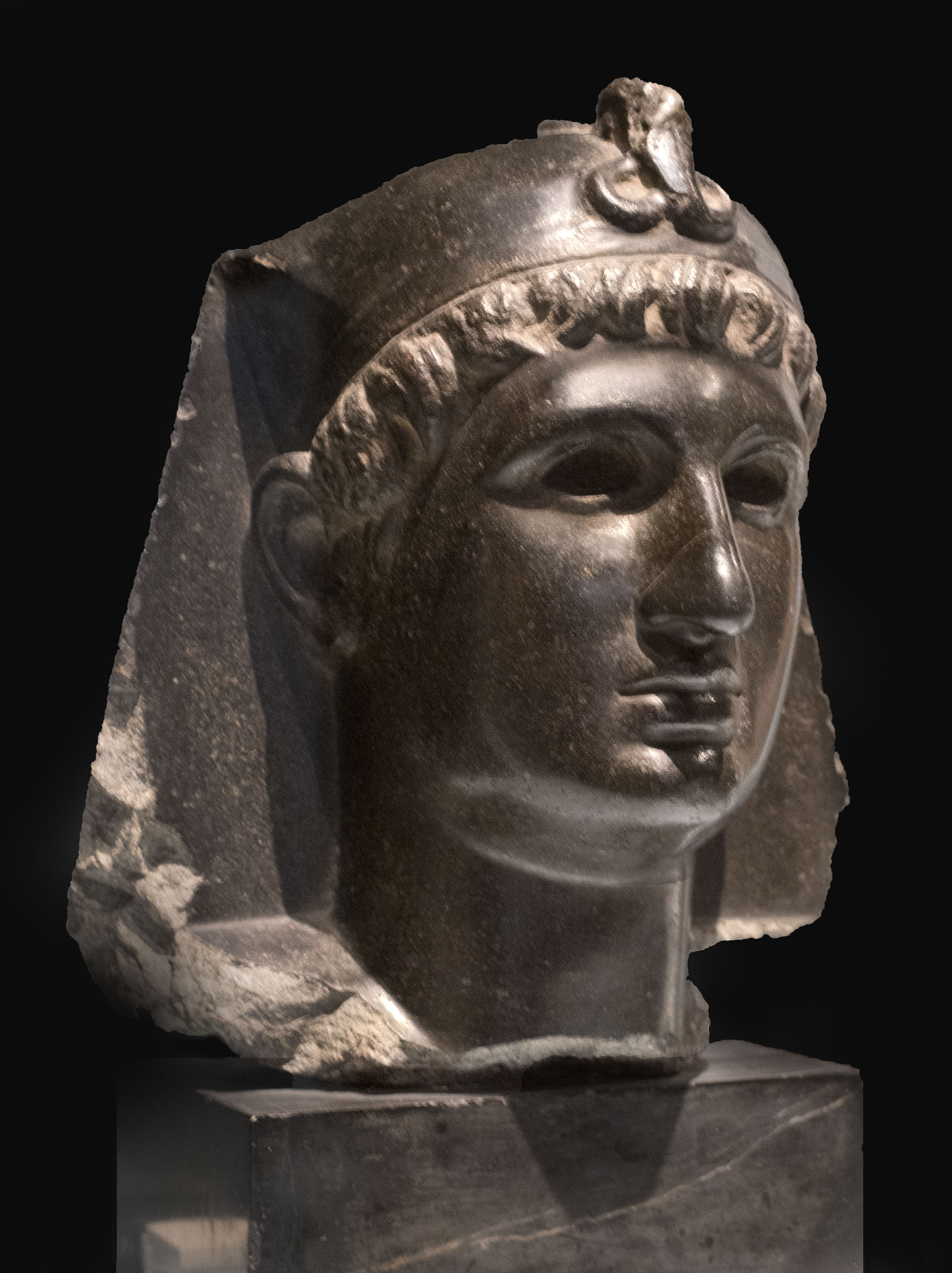
Împărat roman înfățișat ca un faraon, secolul I d.Hr. (Luvru)
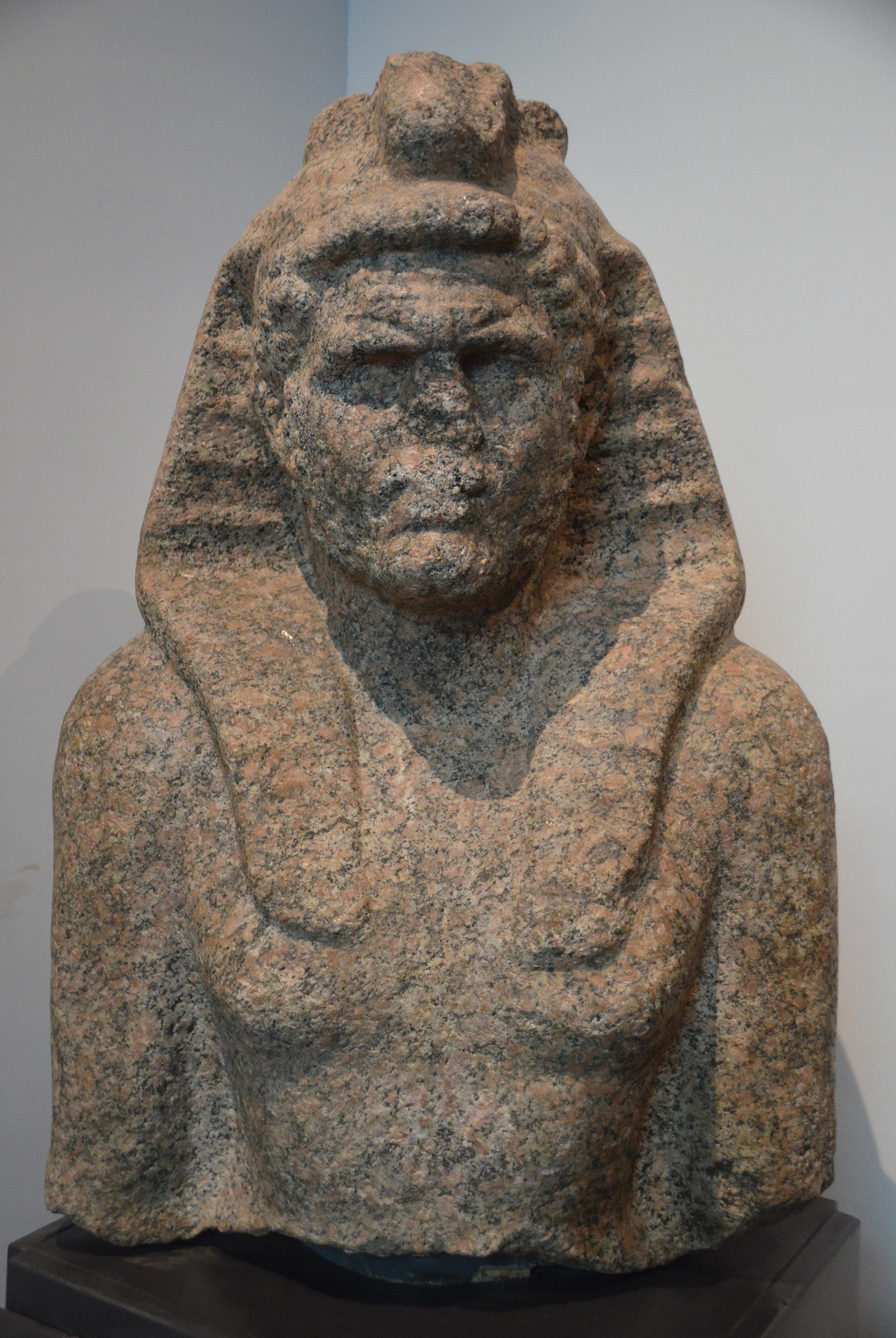
Caracalla (domnia între 198 și 217) reprezentat cu un faraon (Muzeul Național din Alexandria, Egipt)
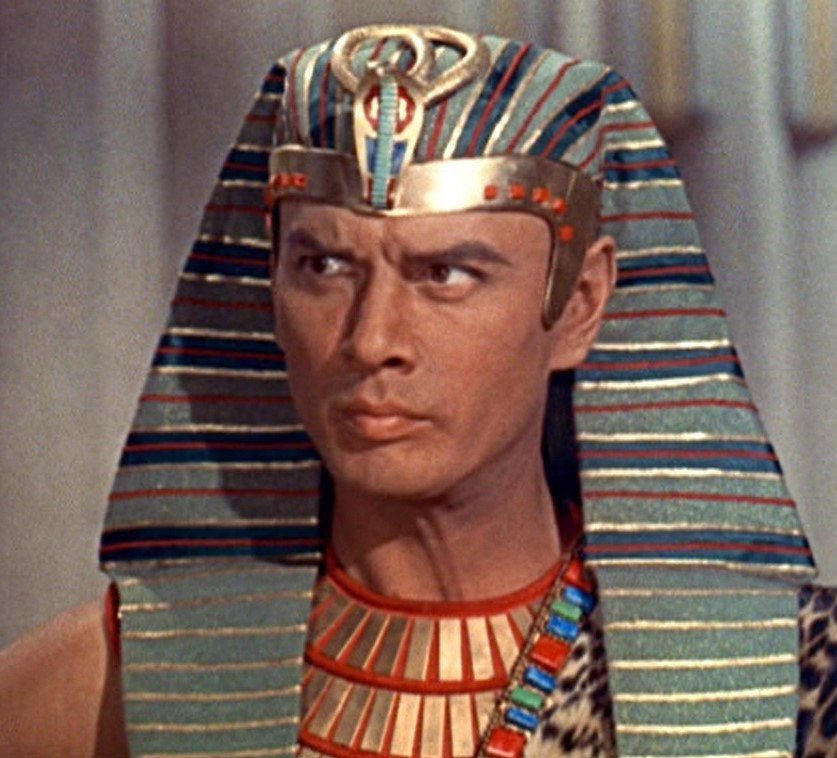
Yul Brynner purtând un nemes, ca Ramses al II-lea în Cele zece porunci (film din 1956)